# Hommelvik
Hommelvik is een plaats in de Noorse gemeente Malvik, provincie Trøndelag. Hommelvik telt 4259 inwoners (2007) en heeft een oppervlakte van 2,82 km².

## Geboren
- Johan Nygaardsvold (1879-1952), politicus

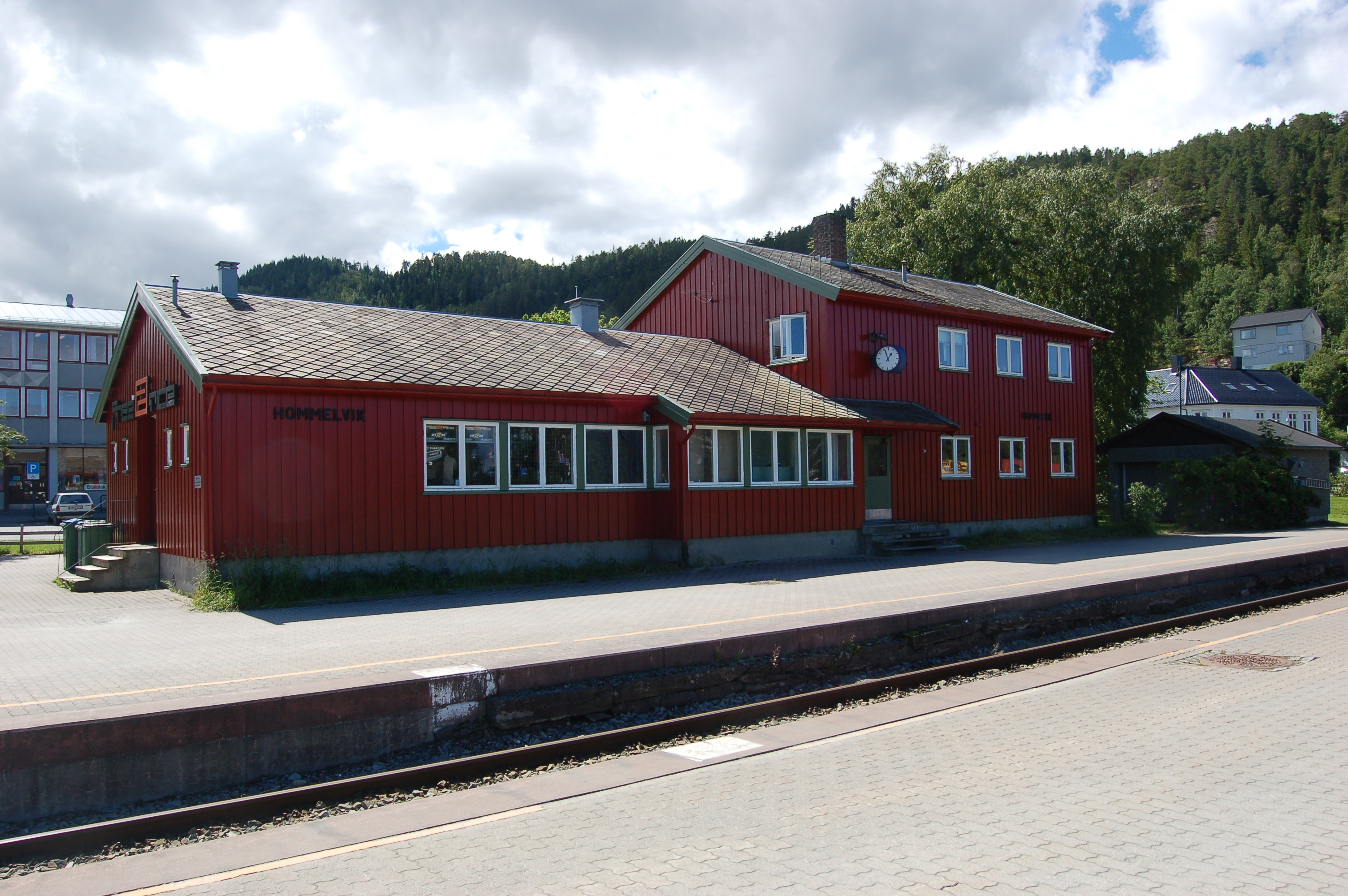
Station Hommelvik